# Universal Naming Convention
La Universal Naming Convention (anche Uniform Naming Convention, in sigla UNC) è una convenzione, utilizzata nei sistemi Microsoft Windows, per indicare e individuare risorse (file o dispositivi) in una rete di calcolatori.
La convenzione UNC identifica le risorse tramite un indirizzo testuale, definito come:
```
\\host-name\share-name[\object-name]
```

dove host-name è il nome di dominio dell'host o il suo indirizzo IP, share-name il nome pubblico della risorsa, che dipende dal protocollo utilizzato dal server, e il parametro opzionale object-name il percorso dell'oggetto (ad esempio un file) da individuare.